# Ga tàu điện ngầm Nhà thi đấu Đài Bắc
Nhà thi đấu Đài Bắc (tiếng Trung: 台北小巨蛋; bính âm: Táiběi Xiǎojùdàn) là ga tàu điện ngầm ở Đài Bắc, Đài Loan thuộc tàu điện ngầm Đài Bắc. Nhà ga mở cửa vào ngày 15 tháng 11 năm 2014.

## Tổng quan
Cấu trúc gồm 3 tầng, nhà ga dưới lòng đất có 1 ke ga. Nó nằm bên dưới phía Đông đường Nam Kinh đến phía Tây đường Beining. Nó được mở cửa vào tháng 11 năm 2014 cùng với tuyến Tùng Sơn.
Ban đầu, nhà ga được đặt tên là "Ga sân vận động Đài Bắc". Tuy nhiên, khu vực được đổi tên thành "Công viên thể thao thành phố Đài Bắc", nhưng không lâu sau đó quay lại với tên ban đầu. Do đó, vào ngày 22 tháng 7 năm 2011, bộ hệ thống đường sắt đô thị công bố rằng nhà ga phải được đổi tên lại thành Ga Nhà thi đấu Đài Bắc, dùng Nhà thi đấu Đài Bắc làm biểu tượng của công viên này.

### Cấu trúc
Nhà ga sâu 26 m (85 ft), dài 219 m (719 ft) và rộng 21 m (69 ft). Nó có 5 lối thoát, hai trục thông hơi, và hai thang máy.

## Bố trí ga
| Lối đi | Lối thoát                       | Nhà thi đấu Đài Bắc                                                                       |
| B1     | Phòng chờ                       | Hành lang, quầy thông tin, máy bán vé tự động, cổng soát vé 1 chiều                       |
| B1     | Phòng chờ                       | Nhà vệ sinh                                                                               |
| B2     | Ke ga 1                         | ← Tuyến Tùng Sơn-Tân Điếm hướng đi Tùng Sơn (G18 Nam Kinh Tam Dân)                        |
| B2     | Ke ga, cửa sẽ mở hướng bên trái |                                                                                           |
| B2     | Ke ga 2                         | → Tuyến Tùng Sơn-Tân Điếm hướng đi Tân Điếm / Tòa nhà Taipower (G16 Nam Kinh Phục Hưng) → |

## Xung quanh ga
- Nhà thi đấu Đài Bắc